# Peder Jensen Lodehat
Peder Jensen Lodehat (?–19. oktober 1416) var en dansk biskop og politiker .
Han omtales første gang 1375 som kannik i Roskilde og var allerede da dronning Margrete 1.s trofaste rådgiver. På hendes anbefaling blev han i 1382 biskop i Växjö; 1386 blev han biskop i Århus og endelig i 1395 biskop i Roskilde. Som dronning Margrete 1.s kansler og personlige rådgiver deltog han i en række vigtige statsforhandlinger, og han var en af hovedmændene bag Kalmarunionen og måske forfatter til unionstraktaten 1397. Omkring 1400 opførte han herregården Gjorslev på Stevns.

## I populærkulturen
I filmen Margrete den Første (2021) bliver han spillet af Søren Malling.

## Eksterne kilder og henvisninger
- Peder Jensen Lodehat på gravsted.dk

- Wikimedia Commons har flere filer relateret til Peder Jensen Lodehat
- Om Peder Jensen Lodehat på Dansk Biografisk Leksikon